# Epiphragma minahassanum
Epiphragma minahassanum är en tvåvingeart som beskrevs av Alexander 1935. Epiphragma minahassanum ingår i släktet Epiphragma och familjen småharkrankar. Inga underarter finns listade i Catalogue of Life.